# Прик, Ольга Яковлевна
О́льга Я́ковлевна Прик (23 апреля 1921, Евпатория, Таврическая губерния — 3 июня 2010, Хайфа) — советский тюрколог, исследователь караимского языка, кандидат педагогических наук (1953), доцент (1960).

## Биография
По национальности — караимка. Отец — Яков Михайлович Прик, бухгалтер, мать — Раиса Абрамовна Прик, домохозяйка. В 1939 году окончила с отличным аттестатом среднюю школу № 1 в г. Симферополе.
С 1939 по март 1941 года — студентка Крымского педагогического института (факультет русского языка и литературы). Учёба была прервана в связи с оккупацией Крыма немецкими войсками. Находясь на оккупированной территории в г. Симферополе, в 1943—1944 годах была связана с членами подпольной организации и работала в пользу советской власти, что подтверждается справкой, выданной зам. председателя Комиссии ОК ВКП(б) по делам подпольных организаций И. Козловым № 237 от 7 июня 1944 года. В 1944 году, после освобождения Крыма от немецких оккупантов, выехала в Москву. Была принята на II курс МГУ, филологический факультет, отделение восточных (тюркских) языков. В 1949 году окончила МГУ, защитив дипломную работу на тему «Грамматический очерк крымско-караимского языка (в сравнении его с западно-караимским языком)» (научный руководитель: доцент Э. В. Севортян; рецензент: профессор Н. К. Дмитриев). Получила диплом № 170713, по которому присвоена квалификация научного работника в области филологических наук и преподавателя вуза. В 1953 году окончила аспирантуру Института национальных школ АПН РСФСР по специальности «методика преподавания русского языка в национальной школе». За диссертацию «Методика преподавания русского имени существительного в V классе кумыкской школы» присуждена учёная степень кандидата педагогических наук. Диплом кандидата наук МК-ПД № 00190, выдан 27 марта 1954 года.
С 1953 по 1992 год работала по направлению Министерства просвещения РСФСР в Дагестанском государственном университете имени В. И. Ленина на кафедре общего языкознания, затем на кафедре методики преподавания русского языка. Одновременно в 1958 — 1964 годах являлась замдекана историко-филологического факультета, в 1964 — 1969 годах — деканом филфака. В 1960 году Высшей аттестационной комиссией утверждена в учёном звании доцента (аттестат доцента МДЦ № 006338). Совместно с В. М. Криштопа работала над учебниками для школ Дагестана. Разрабатывала программы и методические пособия для студентов по методике преподавания русского языка в нерусской школе.
В 1969 году присвоено почётное звание Заслуженного учителя школы ДагАССР. С 1971 по 1976 год — член научно-методического Совета по русскому языку при Управлении учебных заведений Минпроса СССР в Москве. В 1992 году вышла на пенсию (персональную пенсию РСФСР).
После выхода на пенсию и смерти мужа, Сергея Ивановича Смородина, проживала с семьёй дочери в Израиле в г. Хайфа, где скончалась 3 июня 2010 года на 90-м году жизни.

## Научно-общественная деятельность

### Общественная деятельность
- Внештатный научный сотрудник Института Национальных школ АПН РСФСР (Москва)
- Член Научно-методического совета по русскому языку при Управлении учебных заведений Министерства просвещения СССР (Москва) (с 1971 г.)
- декан (на общественных началах) факультета повышения квалификации учителей русского, языка и литературы Дагестана.

### Звания
- Научный работник в области филологических наук и преподавателя ВУЗа (1949 г.)
- Учёная степень кандидата педагогических наук (1953 г.)
- Учёное звание доцента (1960 г.)
- Почётное звание Заслуженного учителя школы ДагАССР (1969 г.)

### Награды
- Медаль за заслуги перед республикой
- Медаль «Ветеран труда»

### Работы
Основные научные работы в области тюркологии и методики преподавания русского языка нерусским.
Всего опубликовано 750 печатных листов монографий, учебников, статей в журналах и методических сборниках (всего 105 названий).
- учебник для студентов «Методика преподавания русского языка в национальной школе»
- учебники русского языка для 4-6 классов дагестанских школ (в соавторстве)
- наглядные пособия (настенные таблицы) по русскому языку для национальных школ и методические руководства к ним
- методические пособия для учителей.

#### Публикации О. Я. Прик о караимском языке
- О. Я. Прик. Очерк грамматики караимского языка (крымский диалект) — Махачкала: Дагучпедгиз, 1976. —12 печ. листов.
- О. Я. Прик. Грамматика караимского языка // М. Э. Хафуз. Русско-караимский словарь (крымский диалект). — Москва, 1995. — C. 6-68.Раздел «Грамматика караимского языка» является сокращенным вариантом монографии О. Я. Прик «Очерк грамматики караимского языка (крымский диалект)», 1976.
- О. Я. Прик. Грамматика караимского языка // Караимская народная энциклопедия, том З. Язык и фольклор караимов. — Москва, 1997. — C. 35-81. Раздел "Грамматика караимского языка (фонетика, морфология) " является сокращенным вариантом монографии О. Я. Прик «Очерк грамматики караимского языка (крымский диалект)», 1976.

#### Отзывы и рецензии
- Н. А. Баскаков. Рецензия на монографию О. Я. Прик «Очерк грамматики караимского языка (крымский диалект)» // Советская тюркология. — № 5. — 1976.
- Д. М. Хангишиев. Новая работа — монография доцента О. Я. Прик «Очерк грамматики караимского языка (крымский диалект)» // газета «Дагестанский университет». — Махачкала, — 25 июня 1976.
- Отзывы на «Очерк грамматики караимского языка (крымский диалект)» проф. Дмитриева, проф. Севортяна, проф. Джанмавова.

#### Публикации О. Я. Прик о караимах
- О. Я. Прик. Незабываемые встречи (к 130-летию со дня рождения С. М. Шапшала) // газета «Караимские вести». — Москва, — 2001.
- О. Я. Прик. Учёным быть легко, человеком — трудно (к 130-летию со дня рождения С. М. Шапшала) // Караимская газета, специальный выпуск ко II Всенародному съезду крымских караимов. — Евпатория, — 2003. — 25 мая.
- О. Я. Прик. Наша газета — «Къарай хаберлер» // газета «Караимские вести». — № 4, — Москва, 2001.
- О. Я. Прик. Мой маленький народ — крымские караимы // газета «Время». — № 577, — Тель-Авив, — 2 апреля 2002.

#### Публикации об О. Я. Прик
- О. Я. Прик. С думой о караимском языке // газета «Къарай хаберлер». — № 5, — Москва, — 2001.
- О. Я. Прик. Москва в моей судьбе. — 2003.
- О. Я. Прик. Через годы, через расстояния // газета «Вести». — Тель-Авив, — 5 октября 2000.
- О. Я. Прик. Автобиография. — 2004.
- Г. В. Гасанова. «40 лет, отданных науке и просвещению» (к 80-летию О. Я. Прик) 1. Научное исследование крымско-караимского языка. 2. Педагогическая деятельность в Даггосуниверситете. Махачкала: Дагестанская правда, 31 января 2003.
- Альбом «Ольга Прик: архивные материалы (посвящается её 85-летию)» — Международный Институт крымских караимов: Симферополь, Украина — Слиппери Рок, США — Хайфа, Израиль: 2006. — 29 стр.